# 에르귄 펜베
에르귄 펜베(튀르키예어: Ergün Penbe, 1972년 5월 17일 ~ )는 케믹(튀르키예어: Kemik)이라는 별명으로도 알려진 튀르키예의 전직 프로 축구 선수이며, 현재는 예니 메르신 이드만유르두의 감독이다.
그는 주로 수비형 미드필더와 레프트백으로 활약했으며, 경기에서의 "페어플레이" 정신으로 잘 알려져 있다. 두 시즌 동안 단 한 번의 경고도 받지 않고 경기를 치른 기록이 있다. 그는 침착함과 팀을 하나로 묶는 능력 때문에 케믹 (튀르키예어로 '뼈'라는 뜻)이라는 별명을 얻었다. 그는 선수 경력 대부분을 갈라타사라이에서 보냈으며, 총 12개의 타이틀을 획득했다. 고향인 종굴다크의 차량 번호판 코드 번호를 기리기 위해 등번호 67번을 사용하기도 했다.

## 구단 경력
흑해 연안의 종굴다크에서 태어난 에르귄은 겐츨레르비를리이에서 프로 경력을 시작했다. 이후, 1994년 여름, 그는 쉬페르리그의 명문 구단인 갈라타사라이와 계약을 맺었으며, 이후 10년 동안 팀의 핵심 선수 중 한 명으로 활약했다. 그는 다양한 포지션 (주로 왼쪽 수비수 포함)에서 기용되었으며, 1999년부터 2001년까지 갈라타사라이가 거둔 성공에 중요한 역할을 했다. 이 기간 동안 그는 국내 더블 2회, UEFA컵, UEFA 슈퍼컵을 포함한 총 6개의 타이틀을 획득하는 데 기여했다. 특히 UEFA컵 결승전에서는 아스널과의 승부차기에서 성공적인 킥을 기록했다.
2007년 8월 27일, 35세의 에르귄은 가지안테프스포르와 1+1년 계약을 체결했다. 그는 10월 31일, 튀르키예 쿠파스에서 페네르바흐체와의 경기에서 새 팀 데뷔 전을 치렀다. 리그에서 팀이 8위를 차지하는 데 기여했으며, 본인은 정확히 절반의 경기 출전에 그쳤다. 이후 36세의 나이로 은퇴를 결정했다.
은퇴 직후인 2008년 11월 5일, 에르귄은 [하제테페의 조감독으로 임명되었다. 에르도안 아리차의 사임 이후 그는 감독으로 승격되었으나, 클럽의 2부 리그 강등을 막지 못했다.
2010년 2월 12일, 에르귄은 같은 2부 리그 소속인 메르신 이드만 유르두와 시즌 종료 시점까지 계약을 체결했다.

## 국가대표팀 경력
에르귄은 튀르키예 국가대표팀으로 48경기에 출전했으며, 이 모든 경기는 갈라타사라이 소속이던 12년 동안 기록되었다.
그는 UEFA 유로 2000과 2002년 FIFA 월드컵에 튀르키예 국가대표팀 최종 명단으로 참가했으며, UEFA 유로 2000에서는 3경기, 2002년 FIFA 월드컵에서는 5경기에 출전했다. 당시 튀르키예는 UEFA 유로 2000에서 8강에 진출했고, 2002년 FIFA 월드컵에서는 3위를 차지했다.

## 감독 경력
2024년 10월 1일, 그는 TFF 2. 리그 소속 팀인 예니 메르신 이드만유르두와 2024-25년 시즌 종료 시점까지 계약을 체결했다.

## 수상
튀르키예
- FIFA 월드컵 3위: 2002년[8][9][10]
- FIFA 컨페더레이션스컵 3위: 2003년[11][12]